# Amália de Cleves
Amália de Cleves (17 de outubro de 1517 – 1 de março de 1586) foi uma princesa da Casa de Mark. Foi a filha mais nova de João III, Duque de Cleves e sua esposa Maria de Jülich-Berg.

## Biografia
Amália e suas duas irmãs, Sibila de Cleves e Ana de Cleves tiveram uma educação à moda antiga, onde o canto e leitura não foram ensinados, mas cozinhar, tecelagem ou outras tarefas domésticas foram enfatizados. Além disso, o pequeno tribunal alemão seguiu a moda italiana, que era comum em famílias nobres da época.
Hans Holbein, o Jovem pintou Amália e Ana para o recém-enviuvado rei Henrique VIII de Inglaterra em 1539, porque ele estava pensando em fazer uma delas sua quarta esposa. Depois de ver os dois quadros, Henrique escolheu Ana e eles se casaram em 1540. Nos anos seguintes, a família de Amália tentou casá-la com o máximo de lucro possível. Havia longas negociações com a Marca de Bade relativas a uma união estratégica entre as duas dinastias que veio a nenhuma conclusão.
Amália escreveu um livro de música que está atualmente na Biblioteca Nacional Alemã em Berlim, com cópias na biblioteca pública de Frankfurt e na biblioteca da Universidade de Frankfurt.

## Literatura
- Livro de histórias sobre a história das mulheres de Cleves. (Projectgroup Womengroup do centro de educação de adultos Cleves), Cleves 2004. (em alemão:. Lesebuch zur Geschichte der Klever Frauen (Projektgruppe Frauengruppe der VHS Kleve))
- Terra no meio das forças: Os ducados unidos Jülich, Cleves, Berg. Cleves 1985. (em alemão: im Land Mittelpunkt der machte:. Die Vereinigten Herzogtümer Jülich, Kleve, Berg)